# Wang Zhaojun
Pour les articles homonymes, voir Wang (patronyme).
Wang Zhaojun (chinois 王昭君 ; pinyin Wáng Zhāojūn), aussi évoqué sous les noms Wang Qiang et Wang Chao-chün, est une femme du harem de Han Yuandi (汉元帝), empereur de la dynastie Han (48-33 av. J.-C.). Née dans le village de Baoping, comté de Zigui (dans l'actuelle province du Hubei), elle fut envoyée par l'empereur épouser le chanyu (empereur) des Xiongnu (peulpe phylogénétiquement lié aux Huns) afin d'établir des relations amicales par le mariage. Elle est considérée comme une des quatre beautés de la Chine antique.
En Chine, l'histoire de Wang Zhaojun a été utilisée comme support pour des discours littéraires et sociaux étroitement liés aux vertus féminines et aux agendas politiques. Ses images incluent, sans s'y limiter, une femme confucianiste idéale, victime du sacrifice politique et de la corruption, une figure tragique d'un amour malheureux et une héroïne culturelle courageuse.
Au cœur des différentes représentations se trouve la coutume du mariage d'alliance de paix, une tradition politique fondée auIIe siècle av. J.-C. dans laquelle les femmes de la famille impériale étaient mariées à un autre groupe ethnique afin d'établir une alliance. Wang Zhaojun est devenu l’icône de cette coutume dans la culture chinoise. Elle symbolise officiellement l’alliance politique Han-Xiongnu et par conséquent, « l’unité des ethnies/nationalités » entre Han et Mongols.

## Sources
Wang est mentionnée en premier dans le Livre des Hans, histoire de leur dynastie. Dans cette pièce, Han Yuandi et Wang Zhaojun sont dépeints comme des amants tragiques, victimes de la nécessité politique résultant de la faiblesse de l'empire Han face à l'agression du Nord et des machinations maléfiques du ministre Mao Yanshou. De nombreuses générations de poètes, écrivains, musiciens, ont ensuite embelli son histoire sur cette base, et certaines légendes lui font même réaliser des miracles, ou intervenir des divinités. Les grands poètes de la dynastie Tang Li Bai (李白) et Du Fu (杜甫) l'ont immortalisée à travers leurs vers et le réformateur de la dynastie Song Wang Anshi (王安石) l'a même prise comme sujet poétique. La version la plus connue de l'histoire de sa vie est probablement Han Gong Qiu (« L'automne au palais des Han ») de Ma Zhiyuan (vers le XIIIe siècle).

## Biographie

### Naissance
Wang est né dans une famille éminente du village de Baopin, comté de Zigui (aujourd'hui village de Zhaojun, comté de Xingshan, Hubei), dans le sud de l'empire des Han occidentaux. Comme elle est née alors que son père était très âgé, il la considérait comme « une perle dans la paume ». Wang Zhaojun était doté d'une beauté éblouissante et d'un esprit extrêmement intelligent. Elle était adepte du pipa et également maîtresse des anciens « Quatre arts du savant chinois (en) » : le guqin, le go, la calligraphie et la peinture chinoise.

### Entrée au harem
En 36 av. J.-C., l'empereur Yuan de Han choisit ses concubines dans tout l'État. En raison de la renommée de Wang dans le comté, elle était son premier choix comme concubine du comté de Nan. L'empereur Yuan a publié un édit selon lequel Wang devrait bientôt entrer dans son harem. Le père de Wang a déclaré que sa fille était trop jeune pour entrer dans le harem, mais qu'il ne pouvait pas violer le décret. Wang a quitté sa ville natale et est entrée dans le harem de l'empereur Yuan au début de l'été.
Selon la coutume du palais, lors du choix d'une nouvelle épouse, l'empereur recevait d'abord les portraits de toutes les candidates. Une version de la légende raconte que, en raison de la confiance de Wang dans sa beauté ou à cause de son manque d'argent, elle a refusé de soudoyer l'artiste Mao Yanshou comme l'ont fait les autres servantes alors il a défiguré son portrait. En conséquence, pendant son séjour dans les cours latérales, Wang Zhaojun n'a jamais reçu la visite de l'empereur et est restée comme dame d'honneur du palais.

### Départ à la frontière
En 33 av. J.-C., Hu Hanxie, le chanyu (单于) des Xiongnu, une ethnie redoutée à cette époque, se rendit à Chang'an (actuellement Xi'an)   pour exprimer son désir de maintenir la paix entre Xiongnu et Han et pour cela, de devenir un gendre de l'empereur (tradition du heqin). Généralement, la fille d'une concubine est offerte, mais ne voulant pas honorer Hu Hanxie  avec une vraie princesse, l'empereur Yuandi ordonne que la fille la plus simple du harem soit sélectionnée. Il demande une volontaire qu'il promet de présenter comme sa propre fille. L'idée de quitter leur patrie et une vie confortable à la cour pour les prairies du nord lointain et inconnu était odieuse pour la plupart des jeunes femmes, mais, d'après le Livre des Han postérieurs, Wang Zhaojun accepte. Lorsque la matrone du harem envoya son portrait peu flatteur à l'empereur, celui-ci se contenta d'y jeter un coup d'œil et d'acquiescer de la tête. Ce n'est que lorsqu'il a été convoqué au tribunal que la beauté de Wang Zhaojun a été révélée.
L'empereur envisage de revenir sur sa décision, mais il était alors trop tard et il présente à regret Wang Zhaojun à un Hu Hanxie ravi. Les relations avec les Xiongnu se sont par la suite améliorées, Wang ayant servi de cadeau de paix.
L'empereur fait alors mener l'enquête à propos du portrait : parmi les peintres se trouvait Mao Yan-shou de Du-ling, réputé pour ses dessins d'humains, Chen Chang d'An-ling, Liu Bai et Gong Kuan de Xin-feng, talentueux dans la représentations des animaux, et Yang Wang de Xia-du et Fan Yu, doués dans l'utilisation les couleurs. Le même jour, ils furent tous décapités sur la place du marché. Par la suite, les peintres se font plutôt rares dans la capitale.

### Vie avec Hu Hanxie
D'après l'un des poèmes à son sujet de Wang Anshi, Zhaojun, entourée de servantes barbares souhaite parler de ses sentiments. Alors qu'elle était assise sur la selle, elle commence à jouer des mélodies douloureuses sur un pipa (un luth à corps rond qui fut plus tard appelé ruanxian), tout en se tournant vers un troupeau d'oies volant vers le sud.
Wang Zhaojun devient l'une des favorites de Huhanye Chanyu, et donne naissance à deux fils. Un seul, Yituzhiyashi (zh) (伊屠智牙師), semble avoir survécu. Ils ont également eu deux filles, Yun (雲) qui devint la princesse Yimuo et plus tard une personnalité majeure du monde Xiongnu, et Dangyu Juci (当于居次). Dans son nouveau pays, elle apporte aux femmes de la poudre pour visage du harem Han et leur apprend les coutumes de beauté chinoises.
Lorsque Hu Hanxie mourut en 31 av. J.-C., Wang Zhaojun demanda à retourner en Chine. L’empereur Han Chengdi (成帝), cependant, lui ordonna de suivre la coutume du lévirat xiongnu et de devenir l’épouse de l'héritier de son mari, Shiwei. Elle eut deux filles de ce mariage.

## Controverses
Des documents provenant de la dynastie Ming révèlent que l'histoire de Wang a été modifiée pour se conformer aux valeurs de la femme idéale de l'époque. La version Ming de la légende atteste qu'elle se suicide au moment de quitter la frontière Han et reste ainsi loyale, chaste et vertueuse. Une autre version raconte qu'elle se donne la mort avec du poison lorsqu'on lui apprend qu'elle va épouser son fils, pour éviter l'inceste.

## Héritage culturel

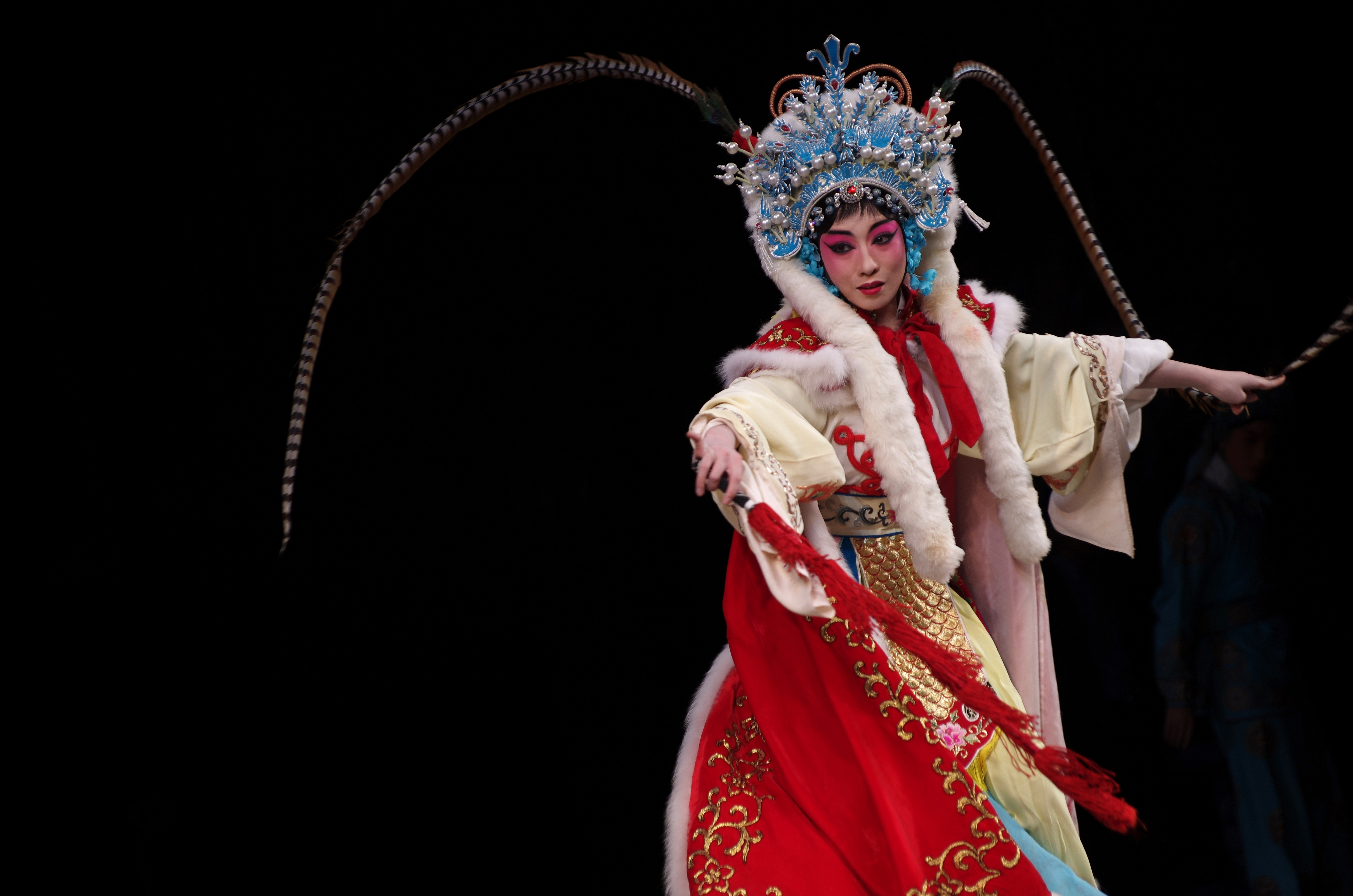
Représentation de Wang Zhaojun à l'opéra de Pékin.

### Littérature
De nombreuses œuvres où apparaît Wang Zhaojun ont été écrites aux fil des époques, certaines, comme Han Shu (« Le Livre des Han ») de Bang Gu, Qin Cao (« Principe du luth ») de Cai Yong ou encore Han Gong Qiu (« L'automne au palais de Han ») de Ma Zhiyuan servant de source pour retracer son histoire, d'autres plus récentes qui tentent de rassembler ces documents pour faire une biographie la plus complète et proche possible de la réalité et encore d'autres, fictives, juste inspirée de la légende de base, comme Dame Impériale d'Andre Norton et Susan Schwartz (1990), les pièces Wang Zhaojun de Guo Moruo (1923) et de Cao Yu (1978) et bien d'autres.
- Pièces de variétés (connues sous le nom de Zaju en Chine) sous la dynastie Yuan : Han Gong Qiu'
- Biographie sous la dynastie Ming : He Rong Ji
- Han Shu, Xiongnu Zhuan (premier récit connu de Wang Zhaojun)
- (vers le IIe siècle)
- Xijing Zaji (« Récits divers de la capitale occidentale ») (vers le IIIe siècle)
- Han Gong Qiu (« L'automne au palais de Han ») de Ma Zhiyuan (vers le XIIIe siècle)
- Wang Zhaojun de Guo Moruo (1923)
- Wang Zhaojun de Cao Yu (1978)
- Dame Impériale d'Andre Norton et Susan Schwartz (1990)
- Le chapitre 3, « Naturaliser l'unité nationale : romance politique et nation chinoise », de Les Mongols aux confins de la Chine d'Uradyn E. Bulag (2002) contient une discussion détaillée des variantes de la légende de Wang Zhaojun.

### Cinéma, télévision et musique

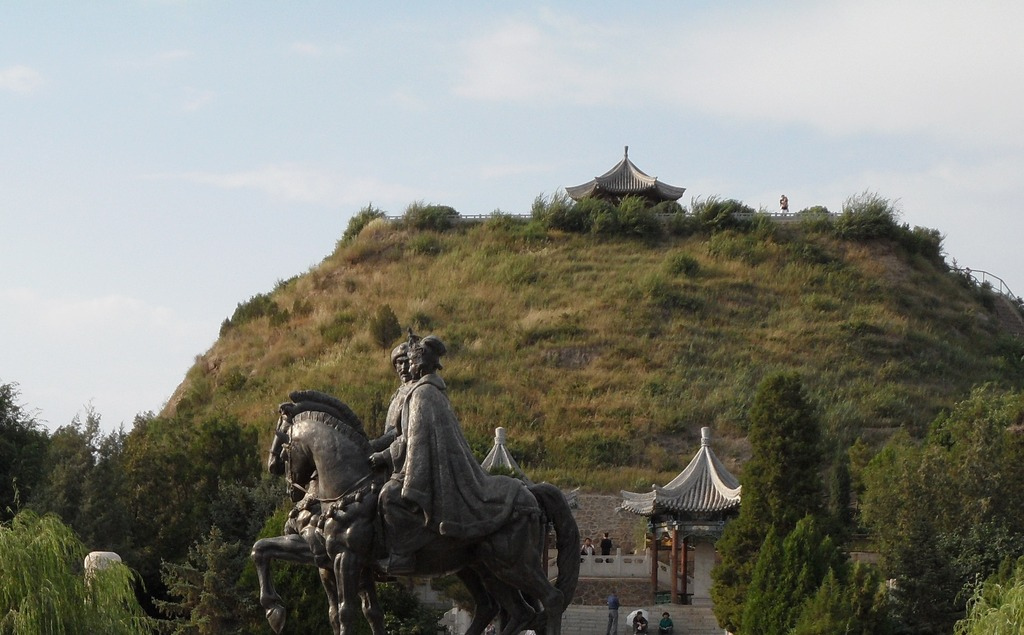
Photo du tombeau de Wang Zhaojun, dans la banlieue de Hohhot où a lieu le festival annuel en son honneur.

- Au-delà de la Grande Muraille (1964), film hongkongais produit par Shaw Brothers. Linda Lin Dai jouait Wang Zhaojun.
- Wang Zhaojun (1984), série télévisée de Hong Kong sur Asia Television (en), supervisée par Wang Ximei.
- Wang Zhaojun (1985), série télévisée de Hong Kong Asia Television Limited. Wei Qiuhua incarne Wang Zhaojun.
- Wang Zhaojun (1988), série télévisée taïwanaise sur CTV, réalisée par Zhou You. Song Gangling jouait Wang Zhaojun.
- Wang Zhaojun (2005), série télévisée de la Télévision centrale de Chine (CCTV) et China Television Media, Ltd. Yang Mi a joué Wang Zhaojun.
- Zhaojun Chu Sai (2006), série télévisée de la Télévision centrale de Chine (CCTV) dans laquelle Li Caihua incarne Wang Zhaojun.
- "Wang Zhaojun", chanson de Yang Yang

### Divers
En Mongolie-Intérieure a lieu le « Zhaojun Cultural Festival », créé en 1999 à Hohhot.

### Quatre beautés de la Chine antique
- Xi Shi
- Diao Chan
- Yang Guifei